# Dasyhelea velutina
Dasyhelea velutina är en tvåvingeart som beskrevs av Remm 1993. Dasyhelea velutina ingår i släktet Dasyhelea och familjen svidknott. Inga underarter finns listade i Catalogue of Life.